# 15 Pułk Piechoty (austro-węgierski)

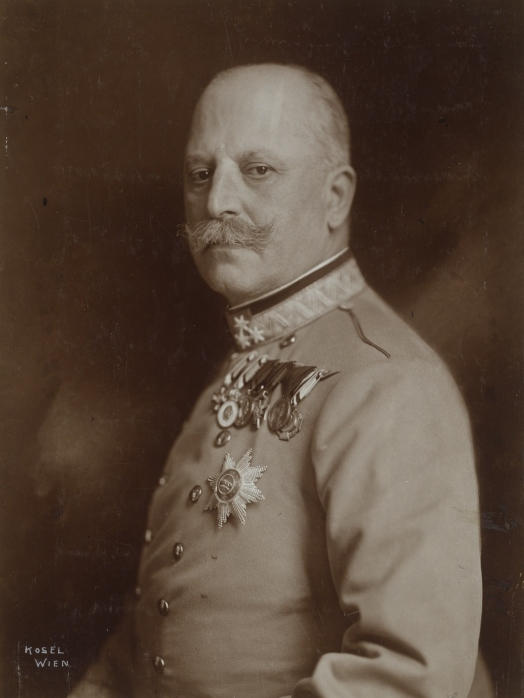
Friedrich von Georgi

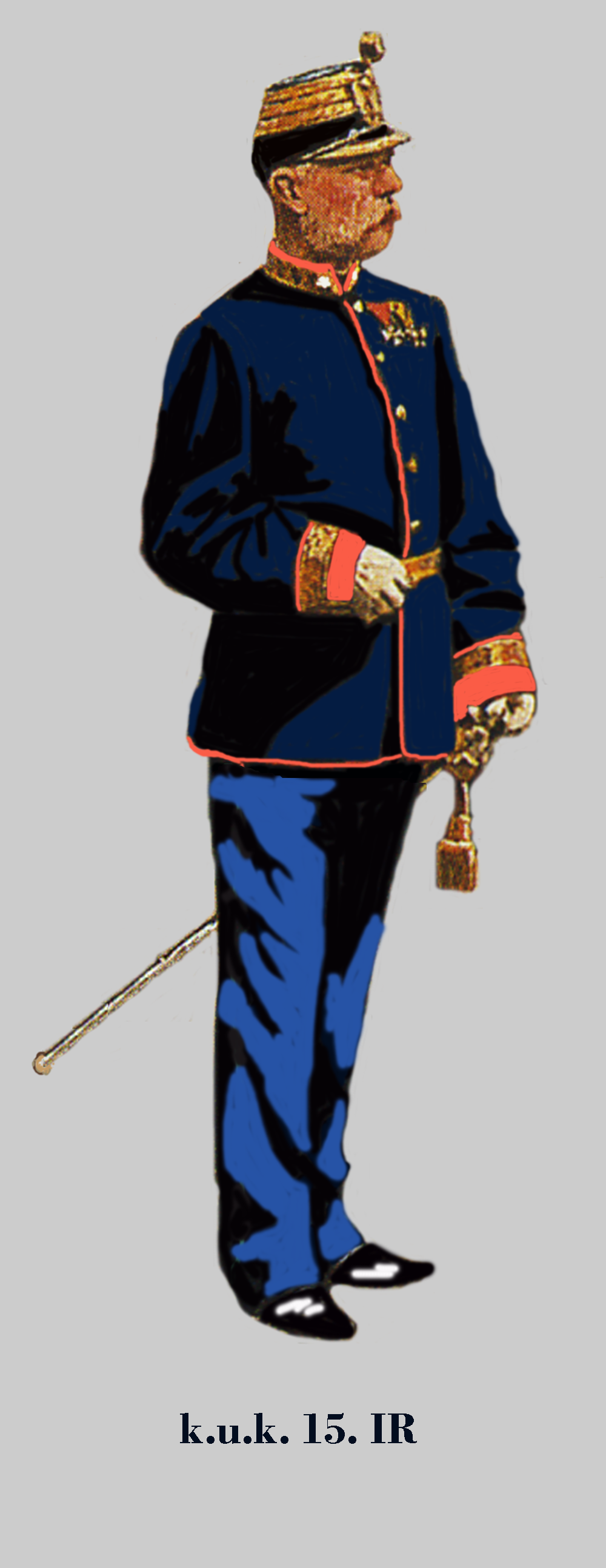
Major IR. 15 w mundurze paradnym

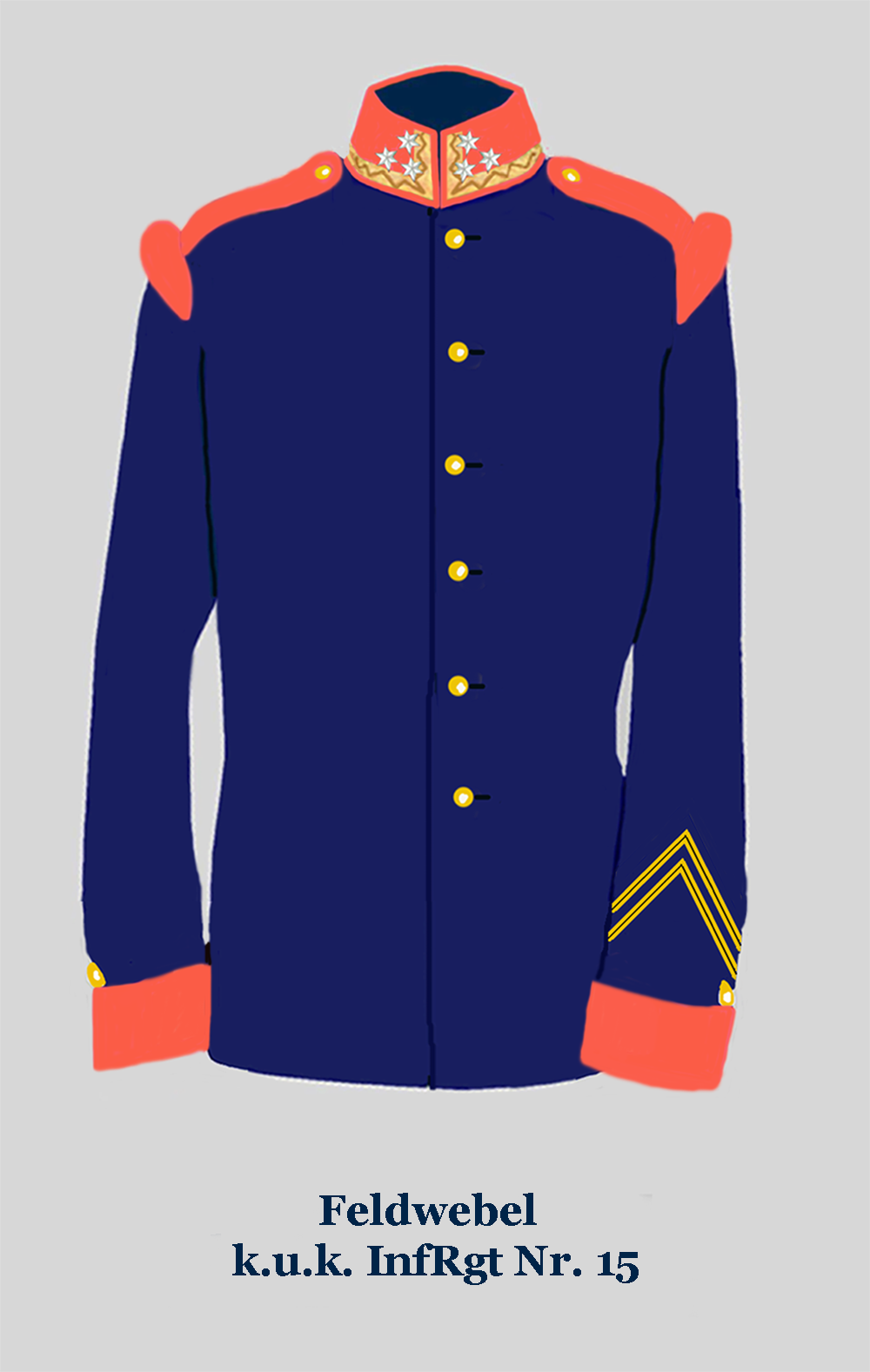
Kurtka munduru feldfebla IR. 15

Galicyjski Pułk Piechoty Nr 15 (IR. 15) – pułk piechoty cesarskiej i królewskiej Armii.

## Historia pułku
W 1701 roku został utworzony Regiment księcia Lotaryngii i Baru Karola Bischofa zu Osnabrück.
Kolejnymi szefami pułku byli wielcy książęta Luksemburga: Adolf (1846 – †17 XI 1905) i Wilhelm IV (1906 – †25 II 1912) oraz generał pułkownik Friedrich von Georgi (1912–1918).
Okręg uzupełnień nr 15 Tarnopol na terytorium 11 Korpusu.
Swoje święto pułk obchodził 22 maja, w rocznicę bitwy pod Aspern stoczonej w 1809 roku.
Kolory pułkowe: czerwony (krapprot), guziki złote.
W 1873 roku komenda pułku znajdowała się w Pradze, natomiast Komenda Rezerwowa i Stacja Okręgu Uzupełnień w Tarnopolu. Komendantem rezerwy był wówczas ppłk Julian Krynicki.
W 1881 roku sztab pułku stacjonował w twierdzy Josefov (niem. Josephstadt), a Komenda Rezerwowa i Okręgu Uzupełnień pozostawała w Tarnopolu. W 1882 roku sztab pułku został przeniesiony do Wiednia. W tym samym roku Komenda Rezerwowa i Okręgu Uzupełnień w Tarnopolu została przemianowana na Komendę Okręgu Uzupełnień (niem. Ergänzungs-Bezirks-Commando).
W 1904 komenda pułku oraz wszystkie cztery bataliony stacjonowały we Lwowie. W następnym roku 1. batalion został przeniesiony do Mostów Wielkich.
W 1914 roku komenda pułku razem z 1., 3. i 4. batalionem stacjonowała w Tarnopolu, natomiast 2. batalion we Lwowie.
W 1914 roku pułk wchodził w skład 22 Brygady Piechoty we Lwowie należącej do 11 Dywizji Piechoty.
Skład narodowościowy pułku w czerwcu 1914: 62% Ukraińcy, 29% Polacy i 9% pozostali.

## Żołnierze
Komendanci pułku
- płk Julius Schiviz von Schivizhoffen (1873)
- płk Norbert von Némethy (1881 – 1883 → komendant 19 Brygady Piechoty)
- płk Franz Joseph von Pilat (1883 – )
- płk Leo Guzek (1898–1899)
- płk Joseph Antonino (1903- 1906 → komendant 5 Brygady Górskiej)
- płk Richard Novak (1906-1910 → komendant 23 Brygady Piechoty[9])
- płk Friedrich Edler von Skala (1910–1911)
- płk Rudolf Rudel (1912–1914[2])
- płk Ferdinand Vogt (1914) – dowodził pooddziałami z 15. pp w składzie: 15. pp, I dwyizjon 11. Pułku Haubic Polowych, 5. Kompania 10. Batalionu pionierów, 4. Kompania 11. Batalionu Spaerów pod Okocimiem w trakcie walk w listopadzie 1914 roku

Oficerowie
- mjr Juliusz Tadeusz Tarnawa-Malczewski
- kpt. Ferdynand Küttner (1881–1909)
- kpt. Edward Kańczucki
- kpt. Józef Sopotnicki
- kpt. Stanisław Springwald (1889–1913 → IR 29)
- por. rez. Zygmunt Mężyński
- por. Johann Rudnicki
- ppor. rez. Alfred Konkiewicz
- ppor. rez. Klemens Rudnicki
- nadlek. Antoni Dorosz

Żołnierze
- Marek Alten